# Junonia elgiva
Junonia elgiva är en fjärilsart som beskrevs av William Chapman Hewitson 1864. Junonia elgiva ingår i släktet Junonia och familjen praktfjärilar. Inga underarter finns listade i Catalogue of Life.